# Healdsburg
Healdsburg är en stad (city) i Sonoma County, i delstaten Kalifornien, USA. Enligt United States Census Bureau har staden en folkmängd på 11 353 invånare (2011) och en landarea på 11,5 km².